# 图特摩斯四世
图特摩斯四世（约公元前1391年或前1388年卒），古埃及第十八王朝的第八位法老（约公元前1401年－约公元前1391年在位）。阿蒙霍特普二世之子。他是已知最早提出崇拜阿頓神的埃及法老。在他印章上的铭文中，至少有一次战争的胜利被归功于阿頓神，而不是如通常所做的那样，归功于阿蒙神。有关他的统治考古学家所知甚少。关于他的重要文物有记梦碑。
图特摩斯四世死後，其子阿蒙霍特普三世繼位。

## 生平

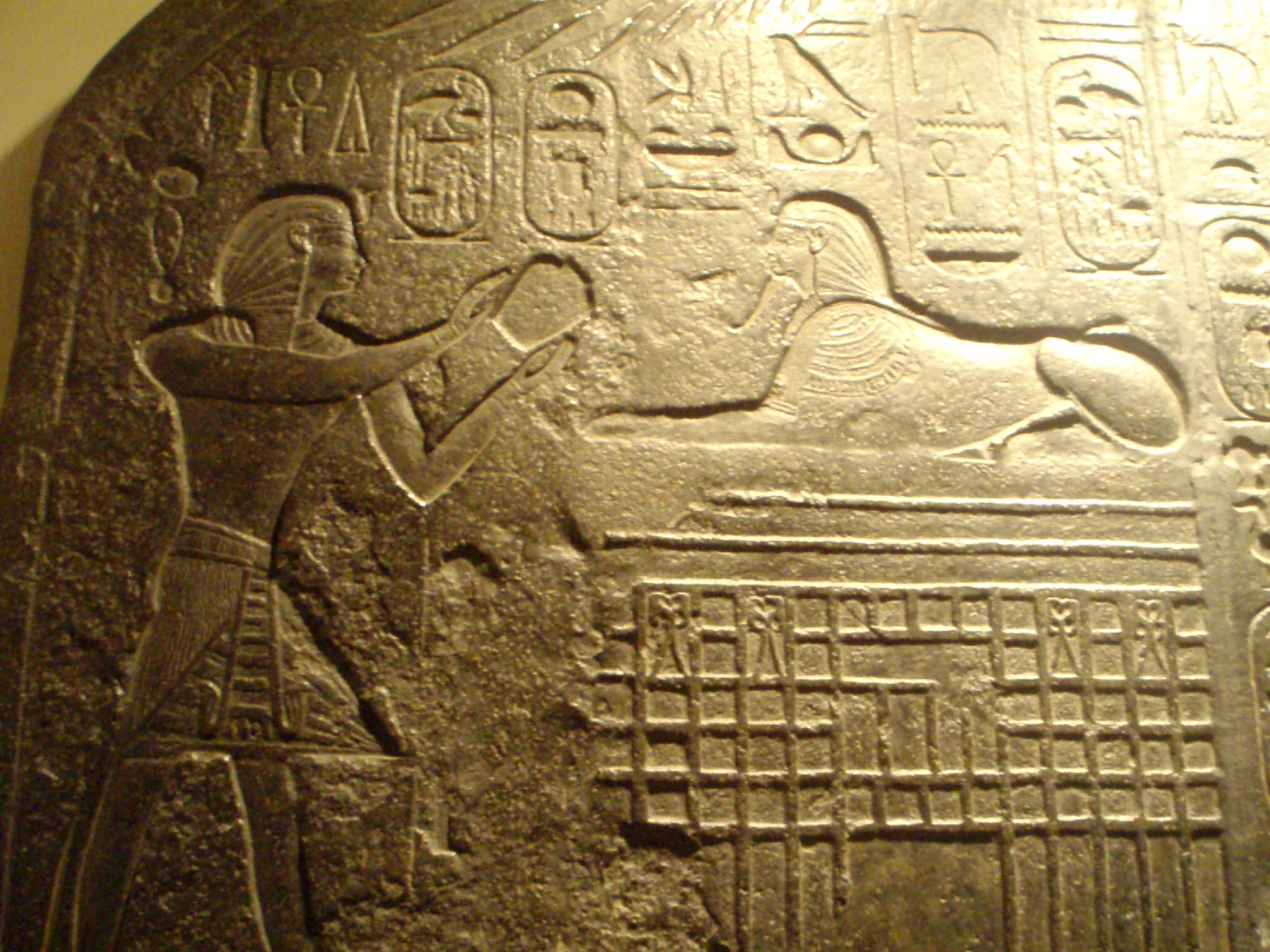
圣荷西埃及博物馆中全尺寸记梦碑复制品的细节，描绘了图特摩斯四世向狮身人面像献祭的场面。

图特摩斯四世是阿蒙霍特普二世与提娅所生，但他并不是阿蒙霍特普二所选定的皇权继承者。一些学者认为图特摩斯驱逐了他的兄长以篡夺王位，并用记梦碑来证明他来路不正的王权的合法性。图特摩斯最著名的成就是对位于吉萨的狮身人面像进行的修复工作以及记梦碑的树立。据记梦碑的记载，在一次打猎活动中，图特摩斯四世在狮身人面像头下休息，当时狮身人面像已经被黄沙埋至脖子。他很快的睡着了，并做了一个梦，在梦中狮身人面像跟他说如果他能清除黄沙并进行修复，他将成为下一任法老。在完成了对狮身人面像的修复工作后，他将一个有雕刻的石板（记梦碑）树立在了狮身人面像的双爪之间。这是图特摩斯宣传活动的一部分，以表示他王权的合法性。现在，人们对他10年的短暂统治了解很少。大约在公元前1391年，他于他在位的第8年（经Konosso石碑证实）镇压了一起发生在努比亚的小型起义，并在一个石碑（叙利亚征服者）上提及了这件事。但他在军事上的其他功绩所留下的信息很少。撰写图特摩斯四世生平传记的Betsy Bryan提到图特摩斯四世的Konosso石碑似乎描述了国王的军队在埃及东边的沙漠保护一些金矿的运输路径免于努比亚人攻击的行动中的一次小型沙漠巡逻活动。图特摩斯四世的统治非常重要，因为他是新王国的法老而且与米坦尼保持和平。除此之外，他还娶了一位米坦尼的公主来巩固这份同盟关系。图特摩斯四世在让埃及与前任对手米坦尼建立交流中期的作用被记录在阿马尔奈文书中。和平在与图特摩斯四世的孙子阿肯那顿同期的君主图什拉塔之后还延续了几十年的时间。图什拉塔在写给阿肯那顿的信中写到：
|  | When Menkheperure, the father of Nimmureya (ie. Amenhotep III) wrote to Artatama I, my grandfather, he asked for the daughter of my grandfather, the sister of my father. He wrote 5, 6 times, but he did not give her. When he wrote my grandfather 7 times, then only under such pressure, did he give her. (EA 29) |

- 译文：当Nimmureya（阿蒙霍特普三世）的父亲 Menkheperure（图特摩斯四世）向我的祖父写信时，他请求将我祖母的女儿，我父亲的姐姐嫁给他。他写了5,6次，但是我的祖父没有答应。当他写到第7次的时候，在巨大的压力下，我的祖父同意了。

## 统治日期和時間

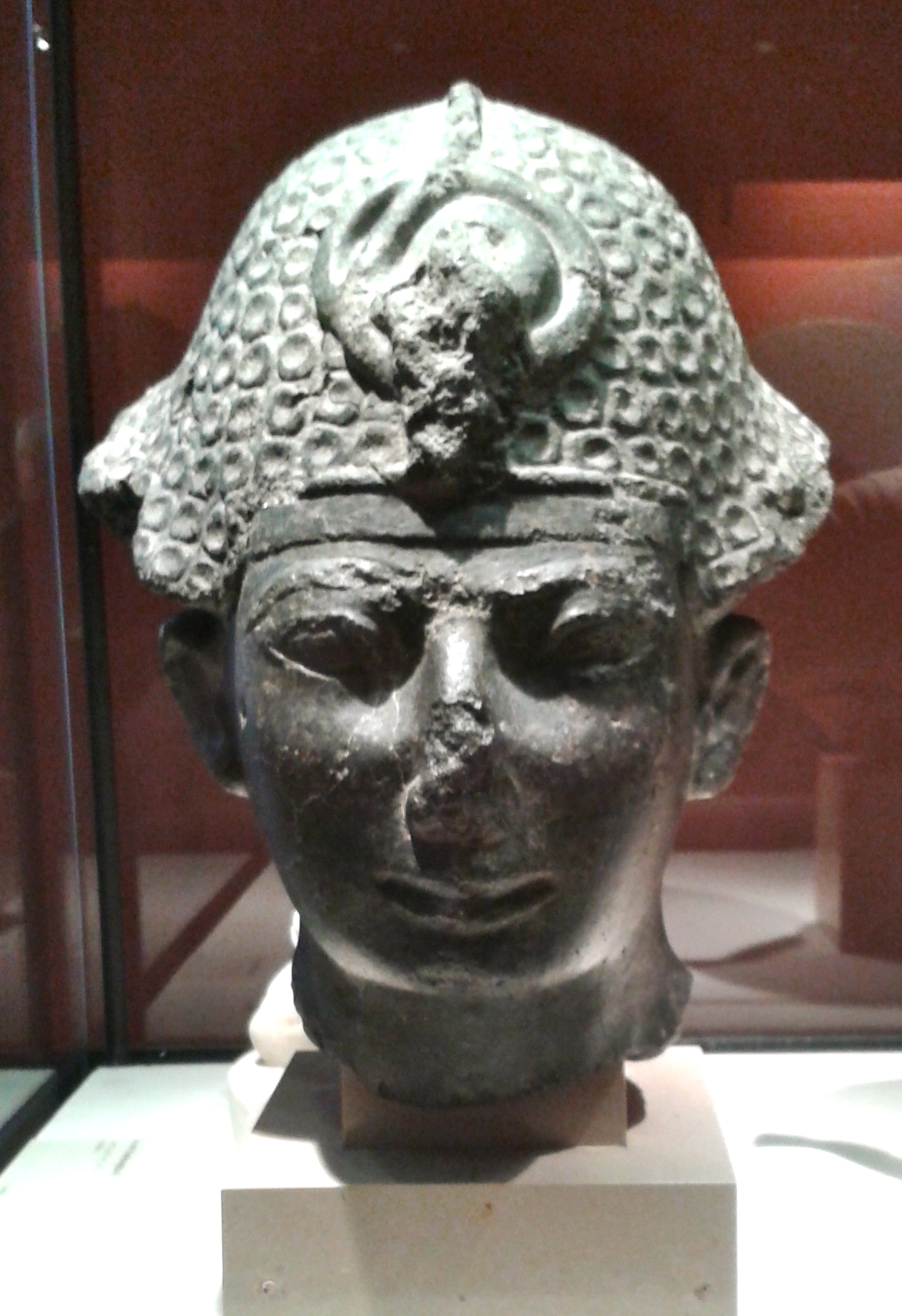
戴着蓝冠图特摩斯四世，罗浮宫

因其屬於确定古埃及历史年表时用的天文日期纪事中被删去的几代，图特摩斯四世的统治起始时间很难确定。另一个原因是关于如何解释这些仪式至今仍争论不休。根据两次位于图特摩斯的祖父图特摩斯三世执政时期的月相仪式，现在几乎可以确认他于1504或1479年继承了权利，并统治了大约54年。他的继承者，也是图特摩斯四世的父亲阿蒙霍特普二世在他之后至少统治了埃及26年，一些按统治年表顺序的重推测则认为他的统治可能长达35年。在分析了所有的证据之后，按照现在首选的推测，他大概于公元前1401或1400年开始统治埃及。
一般认为他对埃及统治了9或10年。曼涅托认为他的统治持续了9年零8个月， 但是曼涅托关于其他18王朝法老的描述有着一些错误。因此，古埃及纪念碑上的信息常被用来确定图特摩斯四世的统治时间。在所有有着确切时间并和图特摩斯四世相关的纪念碑中，有三个能追溯到他统治的第一年，有一个能追溯到第四年，有一个也许能追溯到第五年。在他统治的第六年有一个，第七年有两个，第八年还有一个。 属于他的另外两个有着确切时间的纪念碑有一个能追溯到第19年，另一个是第20年，但是无法确实它们是否可以用来确认他的统治时期。这两个纪念碑中有关时间的信息被认为指的是图特摩斯三世的登基名Menkheperre而不是Menkhepe[ru]re（图特摩斯四世）。因为在图特摩斯四世统治的第八年树立的Konosso石碑之后再没有能够与他的统治联络起来的纪念碑，曼涅托的记载目前也被广泛接受。除此之外，也有一些按统治年表顺序的重推测认为他也许统治了埃及达34至35年之久。目前，尽管有些小错误，大部分学者认为他统治了埃及10年，从公元前1401年到公元前1391年。

## 家庭
圖特摩斯四世是法老阿蒙霍特普二世與皇后提婭的兒子，他本來不是皇位繼承人，但由於皇太子於阿蒙霍特普二世統治時期去世，而得到皇位繼承權。
目前圖特摩斯四世的妃嬪中，僅有三人身份被考證，但是考古學家對她們的了解有限，其中亞蕾特皇后為圖特摩斯四世的姐姐。圖特摩斯四世是否有其他妃嬪有待考證，雖然從阿瑪爾奈時代法老埃赫那吞和米坦尼國王的書信中可知圖特摩斯四世曾經向米坦尼國王，阿爾塔塔馬一世(Artatama I)寫過七次要求聯姻的信件並迎娶了米坦尼公主，但是這位米坦尼公主的身份至今仍有待考證。以下為圖特摩斯四世已知的妃嬪名單:
- 妮菲塔麗(Nefertari,? - 公元前1392年?)，圖特摩斯四世首任皇后，其家世不詳，或許出身平民，她於圖特摩斯四世統治7年(公元前1392年)時從歷史上消失，皇后之位也被圖特摩斯四世的姐姐，亞蕾特取代。她或許在圖特摩斯四世統治7年死亡或失寵。是否有孩子仍待考證。
- 亞蕾特(laret,生卒年不詳): 公主，阿蒙霍特普二世的女兒，母不詳，圖特摩斯四世的姐姐。於圖特摩斯四世統治7年(公元前1392年)的konosso石碑中出現，於圖特摩斯四世統治7年(公元前1392年)代替妮菲塔麗成為皇后，後失去記載。不知是否有孩子。
- 穆特姆維亞(Mutemwiya,生卒年不詳):圖特摩斯四世側室，阿蒙霍特普三世的母親，家世不詳，她曾經被認為是米坦尼國王，阿爾塔塔馬一世的女兒，但沒有關於該位米坦尼公主的文獻記載。她也被部分考古學家認為是古埃及當時的大臣尤雅的妹妹，但仍有爭議。她不曾出現於圖特摩斯四世的任何文物中，她僅出現於兒子阿蒙霍特普三世的文物記載中出現。穆特姆維婭於其兒子阿蒙霍特普統治時期去世。

圖特摩斯四世也擁有許多孩子，他的孩子當中，僅阿蒙霍特普三世的母親身份被證實，其餘的孩子母親身份都不詳。圖特摩斯四世的其中三個女兒和孫女妮貝提婭(Nebetia)的木乃伊與一群身份待考察的公主的木乃伊於1875年在Sheikh Abd el-Qurna的木乃伊坑中被發現，一個兒子與女兒的木乃伊葬於圖特摩斯四世位於帝王谷的43號墓坑中。以下為圖特摩斯四世已可知的孩子名單:
- 阿蒙霍特普三世(Amenhotep III,? - 公元前1351年12月): 母為穆特姆維婭，法老(公元前1388年6月至公元前1351年12月在位)
- 西阿圖姆(Siatum,生卒年不詳): 皇子，母不詳，從其女兒妮貝提婭於Sheikh And el-Qurna墓中發現的木乃伊的繃帶上與其家庭教師Meryre的記載中得知。其妻子身份不詳，女兒為公主妮貝提婭(Nebetia,生卒年不詳)。
- 阿蒙內姆哈特(Amenemhat,生卒年不詳): 皇子，母不詳，從其家庭教師Heqareshru和家庭教師的兒子Heqaerneheh的陵墓中的記載中得知，早夭。與姐妹，騰塔蒙(Tentamun)同葬於其父親位於帝王谷的43號墓坑，他的木乃伊與卡諾匹斯罐在那兒被發現。
- 騰塔蒙(Tentamun,? - 公元前1391年): 公主，母不詳。與父親於同一年(公元前1391年)去世。與父親和兄弟，阿蒙內姆哈特同葬於帝王谷43號墓坑，其卡諾匹斯罐於那兒被發現，現藏開羅博物館。
- 提婭(Tiaa,生卒年不詳): 公主，母不詳。於阿蒙霍特普三世統治時期去世，她與另外兩個姐妹和姪女的木乃伊和一群身份不明的公主的木乃伊於1875年於Sheikh Abd el-Qurna的木乃伊坑中被發現。
- 阿蒙內莫佩特(Amenemopet,生卒年不詳): 公主，母不詳。於家庭教師，霍倫海布(Horemheb,非同名法老)的墓中記載得知。於阿蒙霍特普三世統治時期去世。與兩個姐妹和姪女的木乃伊和一群身份不明的公主的木乃伊於1875年在Sheik Abd el-Qurna的木乃伊坑中被發現。
- 皮亞(Pyhia): 公主，母不詳。與兩個姐妹和姪女的木乃伊和一群身份不明的公主的木乃伊於1875年在Sheik Abd el-Qurna的木乃伊坑中被發現。

## 遗迹

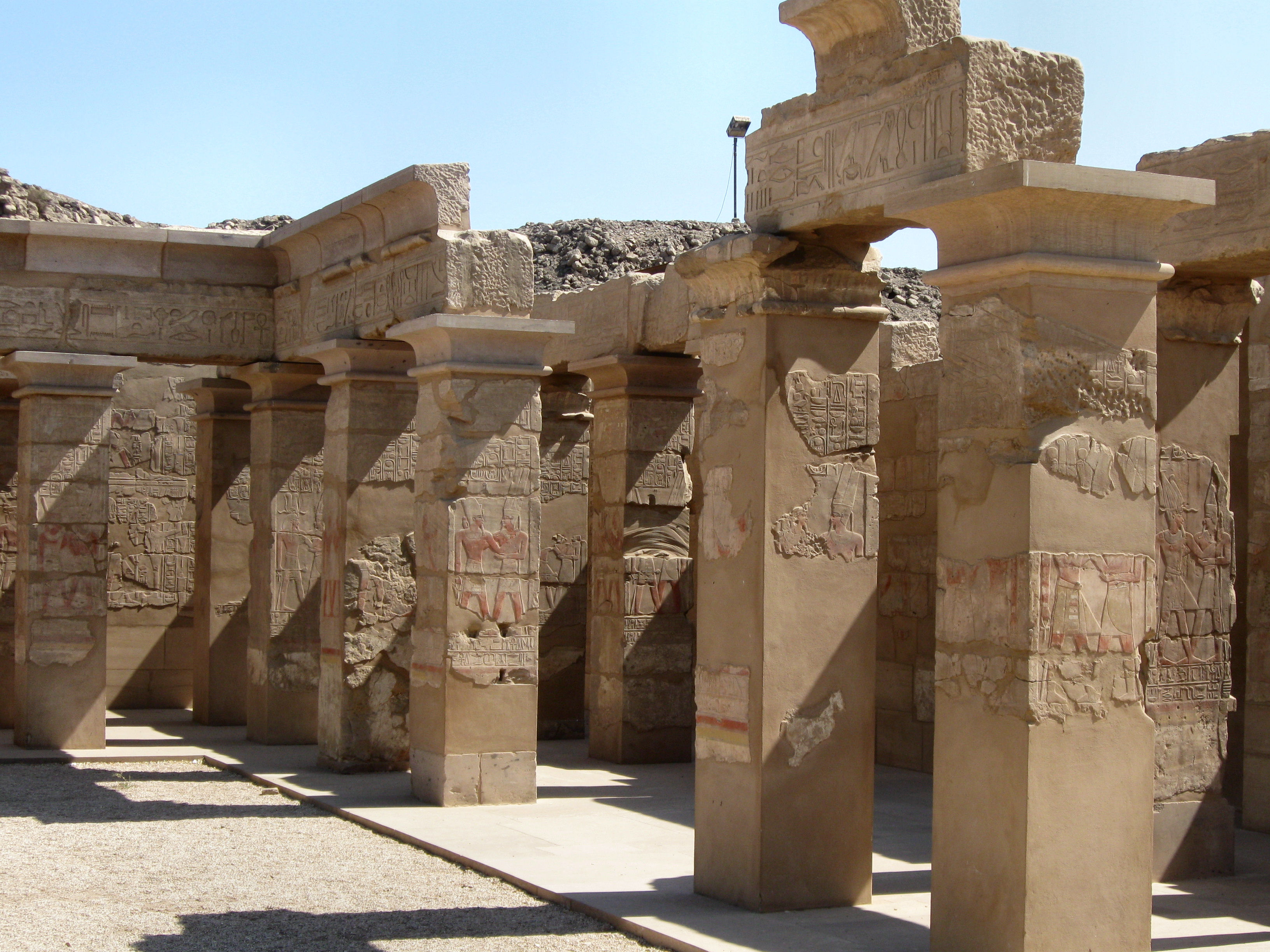
图特摩斯四世在卡纳克神庙修建的绕柱式大厅

就像其他和图特摩斯这个名字有关的法老们一样，他也进行了一系列大的修建工程。图特摩斯四世完成了由图特摩斯三世时期开始建造的高达32米的东方尖碑，它位于卡纳克神庙，并且在埃及是成功树立的最高的方尖碑。图特摩斯四世称其为“独一无二的方尖碑”（unique obelisk）。这作方尖碑后来被罗马皇帝君士坦提烏斯二世于公元375年运往罗马打竞技场，后来又被教宗西斯篤五世于公元1588年重新树立于圣乔瓦尼广场。今天，这座方尖碑被称为拉特兰宫方尖碑（Lateran Obelisk）。
除此之外，图特摩斯四世还在卡纳克神庙主殿背面和东面对面分别建造了一个特别的建造了一个特别的小礼拜堂和绕柱式大厅。礼拜堂原本是为了能够进入卡纳克神庙的"平民"而建造的。它是阿蒙神的“耳朵”，在此，神能够听见市民们的祈祷。这个用雪花石膏制成的小礼拜堂以及图特摩斯四世修建的绕柱式大厅现在正被于神庙执行CFEETK任务的法国学者们仔细修复。

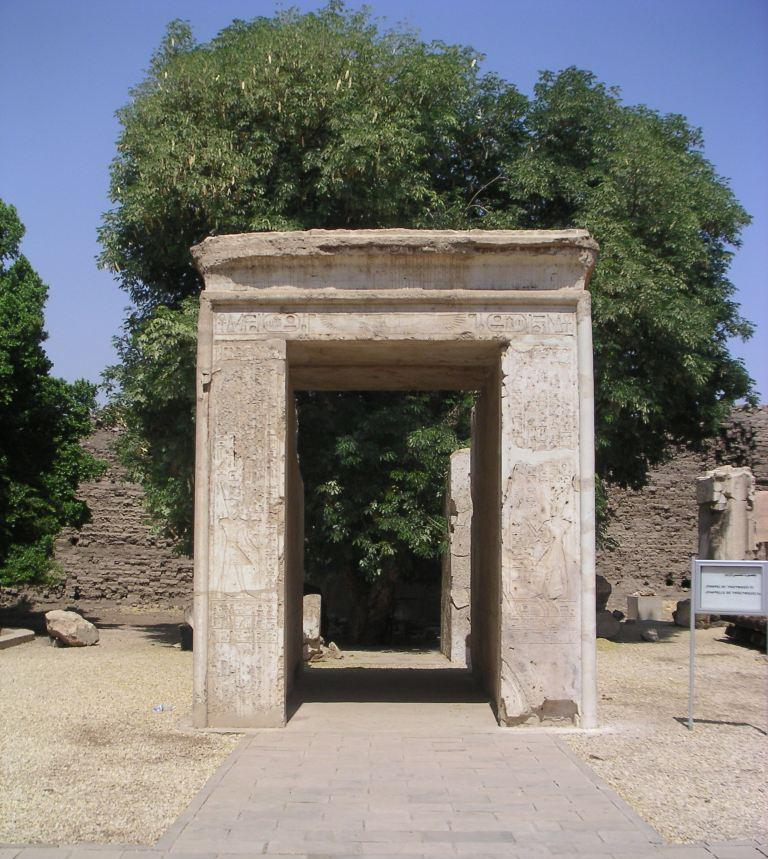
图特摩斯四世在卡纳克神庙建造的礼拜堂

## 陵墓与木乃伊

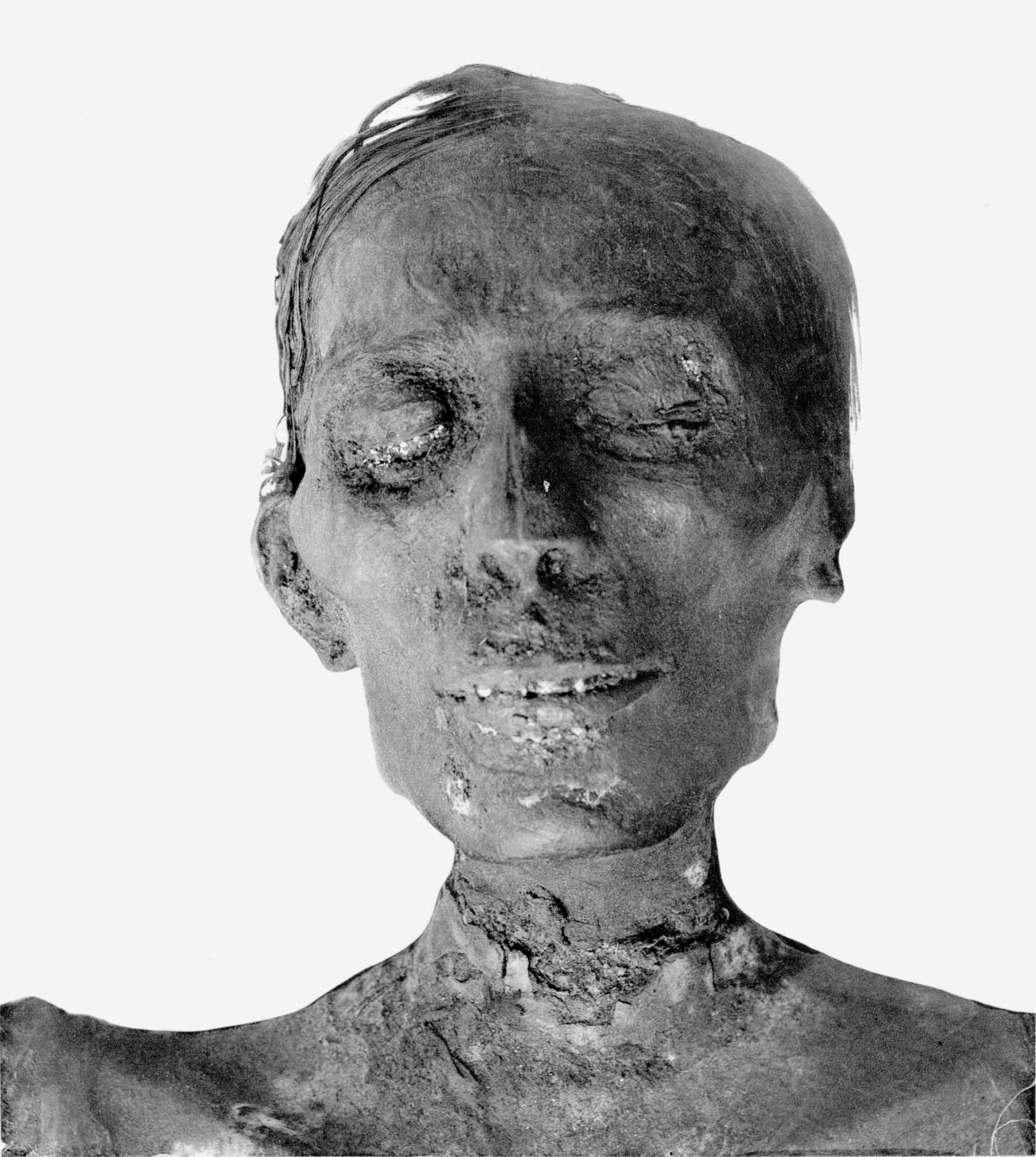
图特摩斯四世的木乃伊，原藏开罗博物馆，现已转移到埃及文明国家博物馆

图特摩斯四世原被葬于帝王谷43号（KV43）的陵墓中，但其木乃伊后来被移到木父亲的陵墓KV35，并于1898年被维克多·洛雷特（Victor Loret所发现）。格拉夫顿·E·史密斯早期对木乃伊的检查表明他当时病得很重并在他死前几个月日渐消瘦，有1.646米（5英尺4.8英寸）高，但由于木乃伊的脚部被切断，这并不是图特摩斯生前的实际身高。其双臂和一般的传统一样交叉在胸前，右朝外；头发约16 cm（6.3英寸）长，是深红棕色，耳朵也有耳洞。史密斯推测图特摩斯的死亡年龄介于25至28岁。
图特摩斯四世木乃伊的编号为CG 61073。 2021年4月，其木乃伊与另外21具木乃伊在法老黄金游行中从开罗博物馆迁往埃及文明国家博物馆。
2012年，一位帝国理工学院的外科医生Hutan Ashrafian分析了图特摩斯四世的以及其他第18王朝法老们（包括图坦卡蒙和阿肯那顿）的英年早逝。他发现他们的早逝有可能是家族性颞叶癫痫的结果。这个癫痫症所导致的强烈精神幻想和虔诚能解释图特摩斯四世过早的死亡和他在记梦碑中描述的宗教幻象。

## 註腳
1. ↑  Peter Clayton, Chronicle of the Pharaohs, Thames & Hudson Ltd, 1994. pp.113-114
2. 1 2  Clayton, p.114
3. ↑  Bryan, p.335
4. ↑  William L. Moran, The Amarna Letters, Johns Hopkins University Press, 1992. p.93
5. ↑  Bryan, Betsy. The Reign of Thutmose IV. p.14. The Johns Hopkins University Press, Baltimore, 1991
6. ↑  Peter Der Manuelian. Studies in the Reign of Amenophis II. p.20. Hildesheimer Ägyptologische Beiträge(HÄB) Verlag: 1987
7. ↑  Donald B. Redford. The Chronology of the Eighteenth Dynasty. p.119. Journal of Near Eastern Studies, Vol. 25, No. 2 (Apr., 1966)
8. ↑  Charles C. Van Siclen. "Amenhotep II", The Oxford Encyclopedia of Ancient Egypt. Ed. Donald Redford. Vol. 1, p.71. Oxford University Press, 2001.
9. ↑  Jürgen von Beckerath, Chronologie des Pharaonischen Ägypten.  Philipp von Zabern, Mainz, (1997) p.190
10. ↑  Shaw, Ian; and Nicholson, Paul.  The Dictionary of Ancient Egypt. p.290. The British Museum Press, 1995.
11. 1 2 3  Bryan, Betsy. The Reign of Thutmose IV. p.4. The Johns Hopkins University Press, Baltimore, 1991
12. ↑  Bryan, Betsy. The Reign of Thutmose IV. p.5. The Johns Hopkins University Press, Baltimore, 1991
13. 1 2  Bryan, Betsy. The Reign of Thutmose IV. p.6. The Johns Hopkins University Press, Baltimore, 1991
14. ↑  BAR II, 823-829
15. ↑  Wente, E.F.; and Van Siclen, C. "A Chronology of the New Kingdom." SAOC 39
16. ↑  Nicolas Grimal, A History of Ancient Egypt, Blackwell Books, 1992. p.303
17. ↑  Barry J. Kemp, Ancient Egypt:Anatomy of a Civilization, Routledge, 1989. p.202
18. ↑  Kemp, p.303
19. ↑  Accessible online in the Karnak project database: http://www.cfeetk.cnrs.fr/karnak/?iu=2775&hl=en （页面存档备份，存于）
20. ↑  Al-Ahram, Fruitful seasons, 21–27 November 2002, Issue No.613
21. ↑  Elliot Smith, G.  2000 reprint. Bath, UK: Duckworth. 1912: 42–46. ISBN 0-7156-2959-X.
22. ↑  Habicht, M.E; Bouwman, A.S; Rühli, F.J. . Yearbook of Physical Anthropology. 25 January 2016, 159 (S61): 216–231. PMID 26808107. doi:10.1002/ajpa.22909 .
23. ↑  Parisse, Emmanuel. . ScienceAlert. 5 April 2021  [5 April 2021]. （原始内容存档于2022-03-27）.
24. ↑  Ashrafian, Hutan. . Epilepsy & Behavior. 2012, 25  [2014-05-03]. doi:10.1007/s12020-011-9581-z. （原始内容存档于2015-09-24）.